# Pseudogastromyzon
Pseudogastromyzon is een geslacht van straalvinnige vissen uit de familie van steenkruipers (Balitoridae).

## Soorten
- Pseudogastromyzon buas (Mai, 1978)
- Pseudogastromyzon cheni Liang, 1942
- Pseudogastromyzon daon (Mai, 1978)
- Pseudogastromyzon elongatus (Mai, 1978)
- Pseudogastromyzon fangi (Nichols, 1931)
- Pseudogastromyzon fasciatus (Sauvage, 1878)
- Pseudogastromyzon laticeps Chen & Zheng, 1980
- Pseudogastromyzon lianjiangensis Zheng, 1981
- Pseudogastromyzon loos (Mai, 1978)
- Pseudogastromyzon meihuashanensis Li, 1998
- Pseudogastromyzon myersi Herre, 1932
- Pseudogastromyzon peristictus Zheng & Li, 1986